# Хронологија Народноослободилачке борбе март 1945.
Хронолошки преглед важнијих догађаја везаних за Народноослободилачку борбу народа Југославије, који су се десили током марта месеца 1945. године:
| ← фебруар · Хронологија Народноослободилачке борбе у 1945. години · април → 1 · 2 · 3 · 4 · 5 · 6 · 7 · 8 · 9 · 10 · 11 · 12 · 15 · 16 · 17 · 18 · 19 · 20 · 21 · 22 · 24 · 25 · 27 · 28 · 30 · 31 |

### 1. март
- Указом маршала Југославије Јосипа Броза Тита Народноослободилачка војска и партизански одреди Југославије (НОВ и ПОЈ) реорганизовани у Југословенску армију (ЈА), а Морнарица НОВЈ у Југословенску морнарицу. Истим указом Врховни штаб НОВ и НОЈ је реорганизован и преименован у Генералштаб ЈА, као непосредни орган Повереништва народне одбране Националног комитета ослобођења Југославије (НКОЈ).[1][2]

### 2. март
- Краљ Петар II Карађорђевић, под притиском Влада Велике Британије и САД, именовао је три члана Регентског савета (намесништво), на који је 20. јануара пренео своју власт — Срђан Будисављевић, Анте Мандић и Душан Сернец.
- У Београду, у Уметничком павиљону „Цвијета Зузорић“ на Калемегдану отворена Комеморативна изложба посвећена сликарима страдалим у Народноослободилачком рату - Јурици Рибару (1918—1943), Бори Баруху (1911—1942), Даниелу Озмо (1912—1942), Сави Шумановићу (1896—1942), Богдану Шупуту (1914—1942), С. Пекићу, М. Новаковићу и Д. Вучковићу.

### 5. март
- У Београду Јосип Броз Тито поднео Председништву АВНОЈ-а оставку на место председника Националног комитета ослобођења Југославије (НКОЈ). Овим је у складу са договором „Тито-Шубашић“ престао да постоји НКОЈ, а његови чланови су укључени у Привремену владу ДФЈ, која је формирана 7. марта.
- У Београду др Иван Шубашић поднео Регентском савету оставку на место председника Владе Краљевине Југославије у егзилу. Овим је у складу са договором „Тито-Шубашић“ престала да постоји Влада у егзилу, а њени чланови су укључени у Привремену владу ДФЈ, која је формирана 7. марта.

### 6. март
- Регентски савет поверио мандат за стварање нове владе маршалу Југославије Јосипу Брозу Титу.

### 7. март
- У Београду формирана Привремена влада Демократске Федеративне Југославије у коју су укључени чланови НКОЈ-а и Владе у егзилу. Ова Влада постојала је до 1. децембра када је, после избора за Уставотворну скупштину формирана нова Влада.

### 8. март
- У свим ослобођеним местима широм Југославије одржани зборови, митинзи и приредбе поводом 8. марта - Међународног дана жена.

### 9. март
- Привремена влада ДФЈ донела „Декларацију“ којом се обавезала да ће настави борбу против окупатора, да ће поштовати одлуке Другог заседања АВНОЈ-а, да ће по ослобођењу земље спровести изборе за Уставотворну скупштину и др. Исто вече ову Декларацију је на Радио Београду прочитао председник Владе Јосип Броз Тито.

### 12. март
- У Београд стигао Ралф Скрајн Стивенсон, први амбасадор Уједињеног Краљевства у Демократској Федеративној Југославији.

### 13. март
- У Приштини албански националиста Хаки Таха извршио атентат у коме је убијен Миладин Поповић (1910—1945), секретар Обласног комитета КПЈ за Косово и Метохију.[3][4]

### 14. март
- У Београду одржана Земљаска конференција Земљорадничке странке др Драгољуба Јовановића на којој је одлучено да ова странка ступи у Јединствени народноослободилачки фронт Србије.

### 15. март
- Издавачко предузеће „Просвета“ објавило роман Иве Андрића „На Дрини ћуприја“ (за ово дело настало за време окупације, Андрић је 1961. године добио Нобелову награду).

### 20. март
- Влада Уједињеног Краљевства признала Привремену владу ДФЈ. Њен амбасадор стигао је у Београд 12. марта, још пре званичног признања.
- У Београд стигао Ј. В. Садичков, први амбасадор Савеза Совјетских Социјалистичких Република (СССР) у Демократској Федеративној Југославији.
- У Приштини одржана је прва Обласна конференција АФЖ за Косово и Метохију, којој је приступало око 400 жена. На Конференцији је изабрани Обласни одбор АФЖ за Косово и Метохију, у чији су секретаријат ушле — председница Сабрије Вокши, потпредседник Милева Лалић, секретар Савка Ковачевић и чланови Фетија Барјакатри, Данка Бабовић, Менсуре Шаћири и Јелица Вучић.[5]

### 24. март
- У Београду потписан споразум између Привремене владе ДФЈ и делегације Уједињених народа за помоћ и обнову (енгл. United Nations Relief and Rehabilitation Administration - UNRRA). Споразум је предвиђао снабдевање Југославије храном, лековима, обућом, одећом, као и добрима и стручњацима за помоћ у обнови пољопривреде, индустрије и саобраћаја.[6]

### 25—29. март
- У Новом Пазару одржана седница Антифашистичког већа народног ослобођења Санџака (АВНОС) на којој је одлучено да се прибојски, милешевски, златарски, сјенички, дежевски и штавички срез припоје Федералној Држави Србији, а да се пљеваљски и бјелопољски срез припоје Федералној Држави Црној Гори. На истој седници одлучено је да се АВНО Санџака распусти, а да се његови већници, из срезова који су припали Србији, образују скупштину и изаберу Извршни одбор.

### 27. март
- У Београду на Позоришном тргу, поводом четврте годишњице догађаја од 27. марта, одржан митинг на ком је учествовало око 250.000 људи. Са балкона зграде Народног позоришта окупљенима се обратио и маршал Југославије Јосип Броз Тито.
- У Приштини 27. и 28. марта, у циљу смиривања стања на Косову и Метохији узрокованог побуном балистичких група, одржана Конференција око 400 делегата, представника албанског народа из свих крајева КиМ, ради формирања Албанског националног комитета за Косово и Метохију (алб. Shqiptar Komiteti Kombëtar për Kosovë dhe Metohi). чије су основне линије активности биле залагање за национална права, економски, политички и културни развој и еманципацију Албанаца на Косову и Метохији. На Конференцији је изабран Пленум комитета од 114 и Секретеријат од 10 чланова. За председника Комитета изабран је Фадиљ Хоџа, а за секретара Џавид Нимани.[7]

### 28. март
- Влада Сједињених Америчких Држава признала Привремену владу ДФЈ. Њен амбасадор стигао је у Београд 31. марта.

### 29. март
- Влада Совјетског Савеза признала Привремену владу ДФЈ. Њен амбасадор стигао је у Београд 20. марта, још пре званичног признања.

### 31. март
- У Београд стигао Ричард Патерсон, први амбасадор Сједињених Америчких Држава (САД) у Демократској Федеративној Југославији.

### У току марта
- У Срему отпочела добровољна радна акција под називом „Све за Срем - сви за Срем“. Ова акција покренута је ради подизања порушених и попаљених сремских села, од којих су многа била спаљена до темеља. Ова села страдала су највећим делом током вођења Сремског фронта. Према подацима Главног Народноослободилачког одбора Војводине оштећења од 95-100% претрпела су села: Батровци, Лединци, Сремска Рача, Босут, Грабово, Бешеновачки Прњавор и Стари Дивош.